# 鋼鉄の華っ柱
『鋼鉄の華っ柱』（こうてつのはなっぱしら）は、西森博之による日本の漫画作品。『週刊少年サンデー』（小学館）にて、2010年44号から2012年41号まで連載された。コミックス全9巻。

## あらすじ
日本有数の資産家・御前崎家に生まれた真道は、成績優秀、スポーツ万能、性格温厚と、世の幸せを独占していた。しかし突然、3兆円もの負債を抱えて御前崎帝国は崩壊。真道の両親は息子を置き去りにして雲隠れ、お付きの夏野、朝涼の父親も、使用人としての筋を通して共に雲隠れしてしまった。
家も家財も着る物までも差し押さえられた真道と佳賀姉弟だが、悪徳便利屋の経営権を、真道の“紳士的”策略によりゲットし、生活基盤を確保。さらに学力中の下・私立梅並高校へ再入学も果たした。苦難は多々あれど、真道は強靱な精神と機転で乗り越えていく。

## 用語

### 遠霧家の伝説
およそ200年前、遠霧郡を流れる龍石川は氾濫がひどく、堤防が決壊するおそれもあったために人柱が入れられることになった。そのくじ引きに際し、付近を治めていた遠霧家の娘が当たったものの、母親がそれをなかったものにした。しかしながら、その現場を見ていた家の娘がくじに当たり、取り消しを求めた母親やそのほかの家人がことごとく斬殺された。そのとき、息絶えていたものと思われていた母親が遠霧に対する呪いの言葉を口にして事切れた。
その後の遠霧には火のないところから火事が起こる、将来が期待されていた若者が謎の死を遂げるなど、不可解な不幸が相次いだ。そんな中、修験者が娘を寺に置き、普通の生活をさせずに一生祈りを捧げさせることで不幸はなくなるとした。当主が言いつけに従ったところ不幸が収まったということで、現在までそのしきたりが続けられていた。

## 登場人物

### 主要人物
御前崎 真道（おまえざき さねみち）
本作の主人公。16歳。50のグループ会社を保有する資産数兆円の資産家・御前崎グループの一人息子として生まれた男。幼いころより学問からスポーツ、武術に至るまで個人教授を受けてきていて、9歳のころには将来どう進むべきかということを理解していた。ただ本心では『仲間』が欲しかったようで、七夕の短冊にも願いをこめていた。朝涼、夏野とは9歳のときに出会い、主従関係ではなく仲間であることを願った気持ちが伝わってからは親しくなった。
容姿端麗、成績はトップ、スポーツは万能な少年へと育ったものの御前崎グループは突如崩壊し、両親も自分を置いて失踪、全てを失ってしまう。同じく路頭に迷った朝涼と夏野、そして執事の古川と共に、子供のころ隠した約60万円相当の金貨を元手に再出発する。
金持ちの生まれだけあって、性格は真性キザかつ生粋の俺様気質だが、本人は常に「紳士」であることを行動原理としており、周囲には常に高潔で気品溢れる立ち振る舞いを崩さない。ただ、蘭子に対しては再会に際して表立った動揺を見せる。
頭は切れ、常に計算を張り巡らせ人身掌握術に長けている。また、嫌がらせを受けても仕返しする策略家の面がある。負けず嫌いかつ努力家でもあり、武術で夏野に敗れたことから夜中に特訓を重ねたことを発端にし素手でのケンカも非常に強い。
夏休みに夏野と共に便利屋である『誠実屋』に就職し、その後夏野の馬鹿正直な行動を利用して悪徳社長の不正を暴き、古川へと経営権を売り渡させ誠実屋を二束三文で買い取った。その後家と会社からの距離、及び夏野の学力に合わせた私立並梅高校に編入する。会社及び学校の双方で、その見事な人身掌握術とカリスマ性によって腹黒く人望を獲得している。
品川やルー子をアルバイトに引き入れ先輩の成瀬を社員に迎えた便利屋も順調であり、『街の便利屋サンEverything 超 OK』と社名を改め改装した。
佳賀 朝涼（かが あさすず）
本作のヒロイン。17歳。真道の護衛を務めていた佳賀家の娘。真道を弟のように思っている一方で、年下でありながら頼る気持ちもあるなど単純ではない感情も抱いている様子。クールな性格で護衛の任は静かにこなすが、真道の歯の浮くような台詞には辟易している。不器用で世渡り下手ながらも、「お姉さん」として真道・夏野の2人を守ろうと、はじめての仕事となる『mokamoka弁当』でのアルバイトや家計の管理などを引き受け努力している。真道の元婚約者である蘭子とは旧知であり、『蘭』と呼び捨てる仲。
真道との出会いは10歳のときであり、すでにどこか子どもらしからぬ雰囲気も持っていた。武術で夏野に敗れた真道が夜更けに人知れず特訓していた姿を目にしてから距離を縮め、親しくなった。
佳賀 夏野（かが なつの）
16歳。朝涼の弟で、真道の護衛を務めていた大柄な少年。単細胞で、幼馴染である真道とは何かと張り合いたがるが、あまりに低レベルな姿（真道曰く「サルを思わせる奴」）から余裕のある切り返しを食らい逆ギレする日々を送っている。しかし根本的にはお人好しで、何だかんだ言いつつも真道を見捨てられず同行する。頭はあまり良くなく、再入学の際、真道・朝涼は夏野の学力に合わせた高校に入学する羽目になる。世渡りも下手なので、転落生活には最もなじめていないため、いじめの標的にされやすい。とはいえ身体能力・武術には非常に長けており、戦闘力では真道より上らしい。
真道との出会いは9歳のときであり、その年頃の男子として性格やふるまいはごく普通だったが、大人びたところが多い真道と行動していると、子供っぽさが目立っていた。武術にはすでに長けていたが、真道を簡単に退けたことで真道の負けん気に火をつけ、再戦で敗れる。しかしながら、この件を機に親しくなった。
古川（ふるかわ）
御前崎家の執事を務める老人。真道には『爺』と呼ばれている。少々いい加減な性格で、冗談とも痴呆ともとれるような言動が多いが、要所では抜け目がなく真道の行動の詰めを補うことも多い。グループ崩壊後もなぜか真道に付き従い、大人の立場を利用し真道をサポートする辣腕ぶりを見せる。真道の策略によって、『誠実屋』の経営権を手に入れ形式上の社長に就任した。
真道に対しては幼少期から世話をしていて、真道が紳士たる心構えを身につける上でも少なからず影響を与える助言をしていた。

### 御前崎家
真道の父
御前崎グループのトップ。多額の負債を抱えることになり、妻とともに行方をくらました。優柔不断で気が弱い性格。
真道の母
多額の負債を抱えることになり、夫とともに行方をくらました。夫より遥かに肝の座った性格で、高貴な振る舞いが板に付いている。

### 過去の御前崎家関係者
印輝（いんてる）
真道が9歳のころについていた家庭教師の一人。はじめて会った朝涼や夏野に対して仲間にならないかと語った真道に対し、立場の違いをわきまえるよう諌めた。
紫部（しぶ）
真道が9歳のころについていた家庭教師の一人。名前のみの登場。
斧じい（おのじい）
本名は不明。遠霧郡にあった御前崎家の別荘の管理人。朝涼には「斧を持って高速で追いかけてきそう」というイメージを持たれていた。怪しげでありながら実は好々爺という雰囲気だったが、裏では遠霧家に通じていて、蘭子が幽閉されていた寺を抜け出そうとする際に罰を与える『鬼』の正体だった。真道たちにその正体を露呈し、管理人を辞した。
本田（ほんだ）
御前崎家の使用人。遠霧郡の別荘で世話をしていたが、常駐していたのか同行していたのかは不明。運転免許は持っていない。

### 佳賀家
佳賀 巌（かが いわお）
朝涼と夏野の父。「武の者」の一家であり、二人に武術を教えた。古川曰く「武人の鏡のような立派な人」。御前崎グループ倒産後も、己の筋を通すため御前崎家当主に同行していった。
朝涼と夏野を真道に引き合わせたことについては当初、「将来食いっぱぐれないように」といった打算的な目論見があったものだと子供たちに思われていた。

### 遠霧家
遠霧 蘭子（おとぎり らんこ）
真道が転落するまで婚約をしていた令嬢。真道たちとの初対面時には山奥に幽閉されていて、知識も言葉遣いもまったく現代人のものではなかった。家のしきたりに従い、祈りを捧げ御霊をしずめることが役割であると教えられてきた。
婚約は解消されたものの、側山の誕生パーティに招かれた真道は挨拶をすることができた。ただ蘭子本人は婚約破棄として受け止めておらず、真道の迎えを待っていた。純粋かつ気遣いをする性格で、世間知らず故に浮世離れした雰囲気を放っており、傍若無人な真道が唯一言いたいことが言えない存在。いつも冷静な真道がものに躓いて転ぶほどの動揺を見せる。
真道が便利屋の仕事をしていると知り会社を訪れ、仲の良かった朝涼とも再会を果たす。
七郎（しちろう）
遠霧家の使用人。遠霧家の暗部である始末部所属。幼少期の真道たちに対し、遠霧家の土地に立ち入らないよう警告した。かなりの手練であり、女性や子供であっても従わなければ容赦なく危害を加える。蘭子の父いわく、『職務に忠実すぎる』。後に真道側につく。
老婆
寺に幽閉していた蘭子のもとに真道たちが訪れていたことに、気づいていた様子。
蘭子の父
遠霧家代々のしきたりに従い、幼少期から娘である蘭子を世間から隔絶し、御霊をしずめるために寺で祈りを捧げさせていた。
六郎（ろくろう）
遠霧家の使用人。始末部所属

### 誠実屋→街の便利屋サンEverything 超 OK
社長
『誠実屋』元社長であり、詐欺と恐喝を繰り返して会社を経営する悪漢。リフォーム詐欺をしようとしたところ真道の罠にはまり悪事を暴かれ、真道の指示で訪れた古川に会社経営権を30万円で売り渡して雲隠れした。
赤島（あかしま）
事務員を務める女性。大変な『迫力のあるオバハン』。その張り手は夏野でさえも吹っ飛ぶほど。元社長になり代わって経営に乗り出した真道たちにはじめは否定的だったが、真道から仕事に対する姿勢が評価されて好意的になる。
内川（うちかわ）
初登場時は無気力な男性社員であり、下っ端でこき使われていた。真道たちと仕事をするようになって感化されるところもあり、次第にやる気を見せるようになる。昇給を素直に喜ぶなど、その人心掌握術に見事に嵌っている様子。
所沢（ところざわ）
堅気な雰囲気を持っている男性社員。元社長になり代わって経営に乗り出した真道たちにはじめは否定的だったが、真道が計画的に飛び込み営業をしている姿を見たことによって、社長として認めるようになる。仕事の腕は確かであり、オフィスのリニューアルにあたってもその実力を発揮した。
成瀬 和樹（なるせ かずき）
元並梅高校の男子生徒で早苗の先輩。過去に大河とトラブルになり、裏からの圧力によって所属していた剣道部が廃部とされ、自身も退学に追い込まれた。真道の活躍によって名誉は回復され部活も再開されたが、学校には戻らず真道の誘いで便利屋の社員となる。

### 私立並梅高校
ルー子（ルーこ）
天然系の雰囲気を持つ女子生徒で、あまり学力は高くない様子。真道にお姫様ダッコをされたことから恋心を抱くようになる。素直であるがために本質を突く発言をすることもしばしばある。品川とともに真道の家来になろうとしたが『仲間』となった。便利屋でのアルバイトもしている。早苗とは付き合いが長い。
それまで明確にわかっていなかった真道や朝涼たちの出会いのエピソードは、ルー子の機転によって語られることになるなど、狂言回しの役割を持つ。
本名は明かされていないが作中の台詞から下の名前は『ルリ』、便利屋の給料袋の表記から明確ではないが名字は『佐藤』であると推測される。
品川（しながわ）
普通と違う人生にあこがれて髪型も奇抜なものにした男子生徒で、真道のクラスメート。ケンカが強いわけではないが、真道に魅了されルー子とともに真道の家来になろうとしたところ『仲間』となり、便利屋でのアルバイトもしている。ルー子には『シナシナ』と呼ばれている。
普通の生活を嫌い、学校の屋上でカップラーメンを食べたりしている。真道から呼び捨てにされるようになり、距離が近づいたことを喜んでいる。
中村 早苗（なかむら さなえ）
男まさりの言動も見られる女子生徒で、ルー子の親友。真道のことを金持ちのいけすかない人物であると見ていたが、仲間を助ける行動を起こし、先輩の成瀬が真道を認めたことなどから興味を持つ。
六郷（ろくごう）
品川の友人である男子生徒。髪型はやはり奇抜。真道たちの『仲間』にはなっていないが、行動をともにする機会も見られる。品川には『六チャン』と呼ばれている。
菊井（きくい）
夏野と同じクラスの男子生徒で、代表的な不良グループのリーダー。『菊チャン』などと呼ばれる。夏野いじめの首謀者だったが、真道に敗れてからは大人しくなった。大河の一件が解決した後は、完全に真道を認めている様子。
美幸（みゆき）
朝涼のクラスメイトである女子生徒。朝涼のことを『涼ちゃん』と呼んでいる。朝涼が『浮世離れした感』を持っているということで、カメハ○波に準ずることができそうだと思っている様子。夏野のことは『一生懸命な弟』と説明されているが、実際に見て譲れないがっかり感を覚えている。
校長
真道を特待生として入学させ、期待をかけている。大河との一件で一時は真道を自宅謹慎とするが、後に復学を認める。

### 特松白金学園
神矢間 大河（かみやま たいが）
御曹司で爽やかな好青年として人気、人望を得ている男子生徒。しかしその実態は、裏で家の地位や財産を盾にして暗躍しているというものだった。喧嘩の腕も確かであり、夏野をして強いと言わしめる。
過去にはトラブルを起こした相手である成瀬にあらゆる手を使い、退学にまで追い込んでいた。真道もそのターゲットとされ一時は自宅謹慎という事態になるが、事前に成瀬から情報を得ていたため『逆襲』に成功し、難を逃れた。
冴香（さえか）
大河と親しい女子生徒。典型的に高飛車で、ほかの女子生徒を従えている。プラチナ公園に入ったルー子をいじめたり、朝涼に悪口を浴びせる。朝涼には『ヤンキー』という一言である意味勝利したともいえる。

### その他
田中（たなか）
真道に向けて植木鉢を落としケガをさせようとした不良の一人。加賀姉弟によって防がれ、真道による脅しのような話によって恐怖を植えつけられる。
側山 一太郎（そくやま いちたろう）
真道の私立Rf学園での元同級生であり、御前崎家の債権者でもあった。家財道具の差し押さえをするために現れたが、個人的な復讐を果たすためでもあり、真道の着ていた服までも渡すよう要求し、去り際に真道へ誕生日パーティの招待状を手渡す。結果的にそのことで真道は元婚約者だった蘭子に挨拶することができたものの、転落した真道の様子を晒しものにしたいという目論見はスーツにGを仕込まれるというかたちで逆襲される。
蘭子と婚約する話もあったが、結果的には流れた。
鈴木（すずき）
真道たちが引っ越してきたアパートの住人。隣に誰かが越してくると幽霊のふりをして脅かすといういたずらを繰り返していたが、真道が幽霊に殺虫剤を噴霧するという行動に出たため正体が暴かれる。『話し合い』によって、真道たちにテレビと冷蔵庫を提供する。
水野（みずの）
誠実屋が水漏れのチェックに訪問した住宅の老人。社長が床下の柱を切るというイカサマによって手抜き工事があったと主張し、修理代金を不当に支払わせられそうになる。
自宅は大工であった義父が建築に携わったものであり、その話を聞いた夏野が社長の不正を叫び、真道も証拠写真を捏造したことで真実がわかり、最後は夏野への感謝を述べた。
店長
朝涼のアルバイト先である『mokamoka弁当』の男性店長で独身。地味なアルバイトに美少女が応募してきたということでセクハラを繰り返すも、朝涼の撃退術によって懲らしめられる。実力行使をしたことで朝涼はクビになるか心配されたが、逆にさらに気に入られた。その後はいじめられたルー子に同情するなど、良き上司でいる様子。
本田（ほんだ）
『mokamoka弁当』の女性パート。
市川（いちかわ）
『mokamoka弁当』の女性パート。店長の朝涼へのセクハラを心配していた。
結衣（ゆい）
真道が500円玉を排水溝に落とした際、拾う手助けをした少女。家庭環境が良くなく友人と当てもなく夜中にコンビニの前で時間を過ごしていた。『運び屋』のようなことをさせられ危機に陥っていたところを真道に救われる。
平井（ひらい）
結衣の友人の男性。結衣の家庭の事情を知っているようで、一緒にコンビニの前で時間を過ごしていた。『運び屋』のようなことをさせられ危機に陥っていたところを真道に救われる。
井沢（いざわ）
結衣たちの友人の男性。危機に陥った平井からの連絡で駆けつけるが、一緒に不良から殴られてしまう。
明石（あかし）
結衣たちの中学校の先輩にあたる男性。『ヤバイ』といわれていて、偶然会った平井たちに『運び屋』のようなことをさせる。
新井（あらい）
私立並梅高校で真道と同じクラスの男子生徒。真道が自己紹介で『支配してやる』と発言したことに対して呼び出したものの、平謝りされて何もすることができなくなる。
他西（たにし）、脇谷（わきたに）
大河の依頼によって品川を襲った二人組。鬼の仮面をかぶった真道に逆襲されたことから、人違いで夏野に復讐しようとするも、制圧術によって難なく撃退される。
嵐多（あらしだ）
真道と旧知の関係であり、財界の大物と見られる男性。大河との一件では、真道より助力を頼まれている。
木下（きのした）
オレオレ詐欺のターゲットにされていた老人。夏野がお金の受け渡し現場に直接連れて行き被害を防いだ。
小柳 レオ（こやなぎ レオ）
便利屋で大河からの依頼を受けて預ったIT会社社長の息子。自分がエリートであることをわかっていて、こびへつらう態度で接する夏野や品川に対しては『遊び』と称し、言いつけられた体でのナンパを無差別に行いダメージを与える。小学5年生ながら、自分の中での『筋』は持っている様子。
レオの父
IT長者であり、自宅は城のような建物。シルエットのみの登場で、レオには『ファーザー』と呼ばれている。レオのことは『獅子の子は獅子』、『誰にもこびへつらう必要はない』として育てているが、人のものは大切に扱うようになどと人間として大事なことも教えている様子。真道のことを語ったレオに、『本当の敵に出会えたようだな』と告げた。
ラジコンカーで遊ぶ少年
レオにラジコンカーを壊された少年。後からお詫びにきたレオに『大事な物』であるカメラを渡される。少年達がレオを監禁したときには、秘密で助けに来た。
タロクン
レオにラジコンカーを壊された少年らのグループで、ガキ大将のような存在。レオをいじめ監禁するも真道に妨害され、どさくさにまぎれてレオのキックを受ける。

## 単行本
1. ISBN 978-4091227935 2011年3月19日発売
2. ISBN 978-4091228567 2011年4月18日発売
3. ISBN 978-4091232045 2011年7月15日発売
4. ISBN 978-4091233387 2011年10月18日発売
5. ISBN 978-4091235381 2012年1月18日発売
6. ISBN 978-4091236500 2012年4月18日発売
7. ISBN 978-4091237941 2012年7月18日発売
8. ISBN 978-4091238948 2012年10月18日発売
9. ISBN 978-4091240262 2012年11月16日発売